# Outarde canepetière
Pour les articles homonymes, voir Outarde.
Tetrax tetrax
Genre
Espèce
Statut de conservation UICN

 NT  : Quasi menacé
Statut CITES
L’Outarde canepetière (Tetrax tetrax) est la seule espèce du genre Tetrax et elle est à présent l’unique représentante de la famille des Otididae en France, depuis la disparition (en tant que reproducteur) de la Grande Outarde (Otis tarda) au début du siècle dernier. C'est un des oiseaux les plus menacés des plaines cultivées de France.

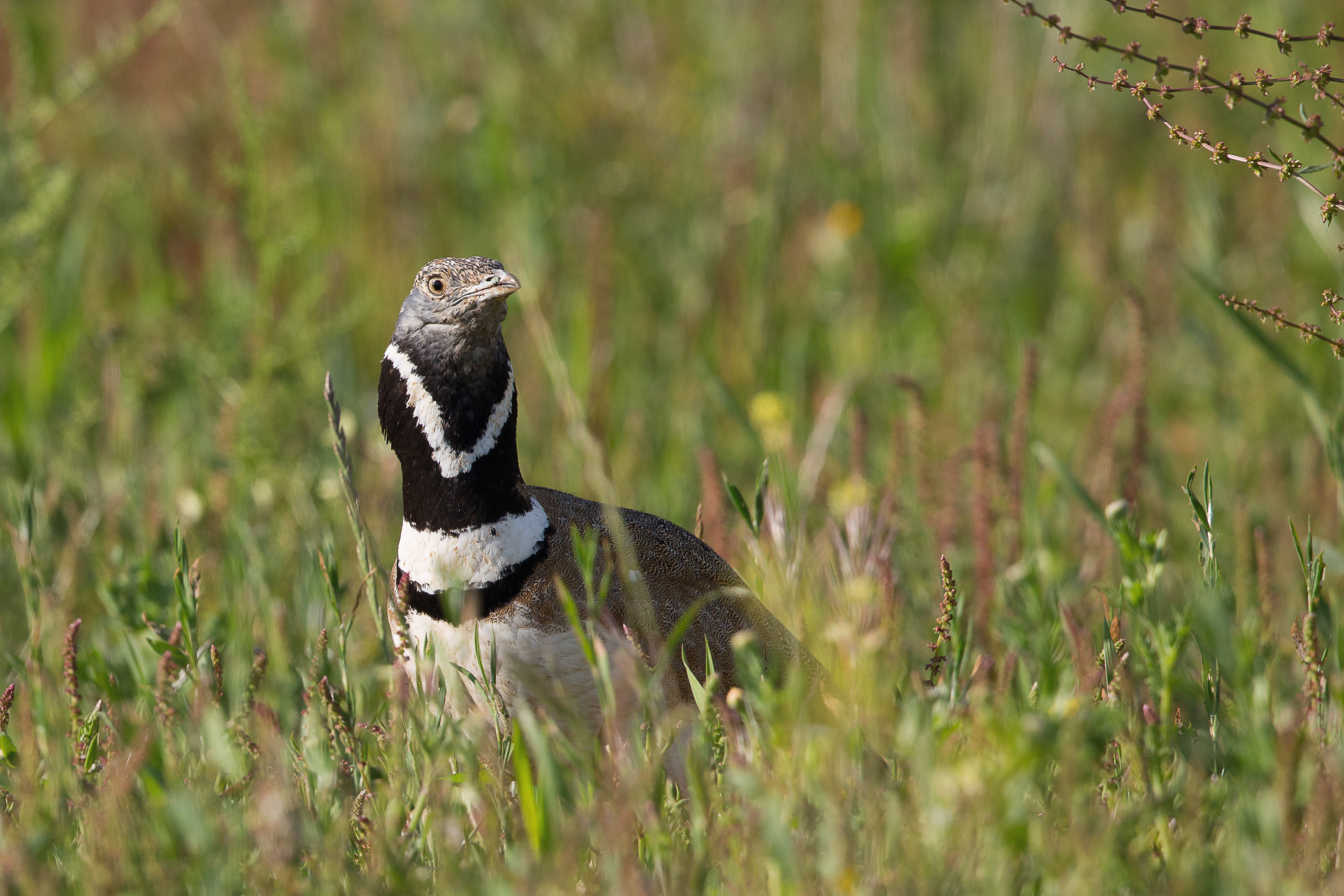
Mâle adulte.

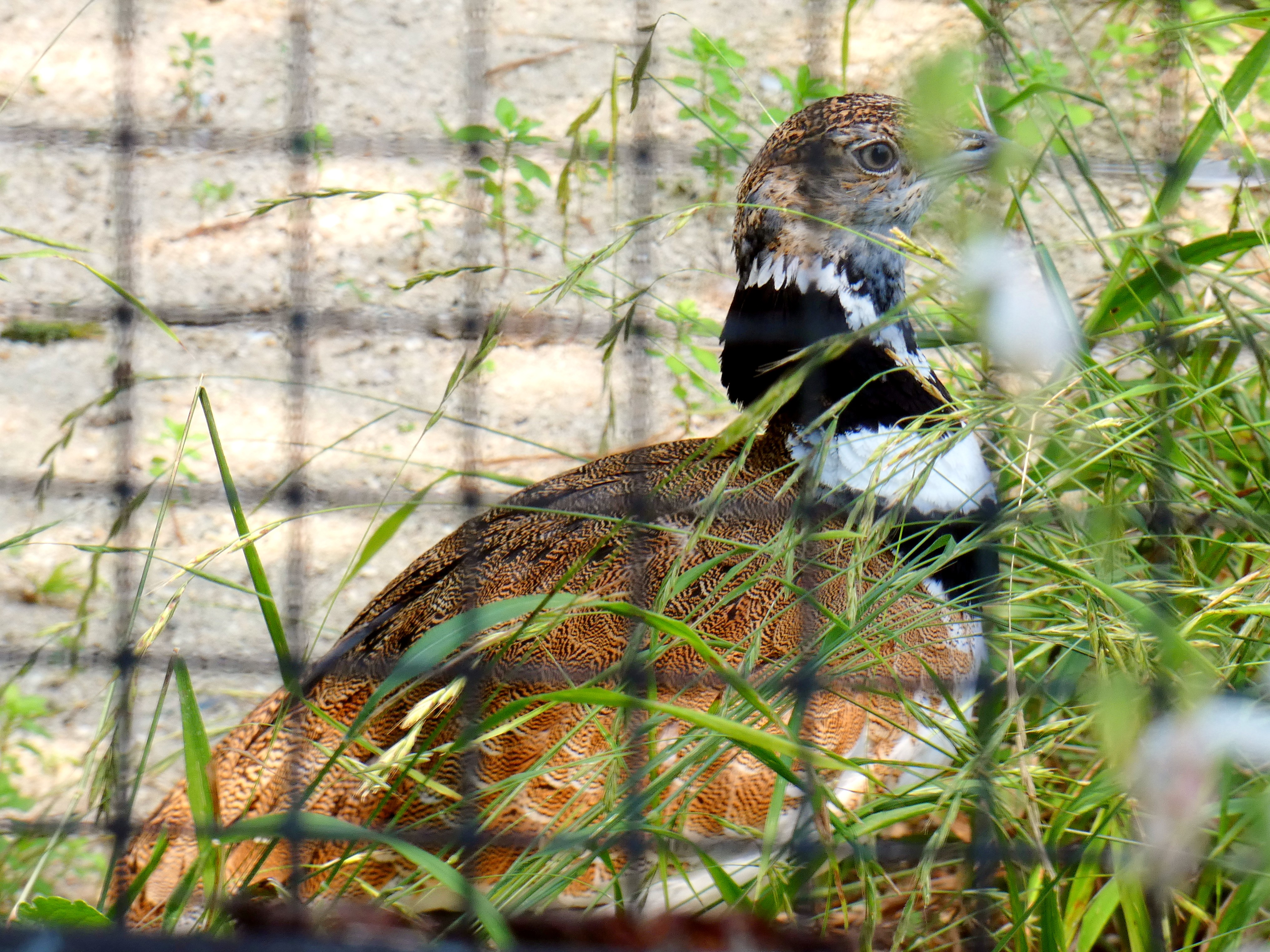
Mâle en captivité à la Ménagerie du Jardin des plantes.

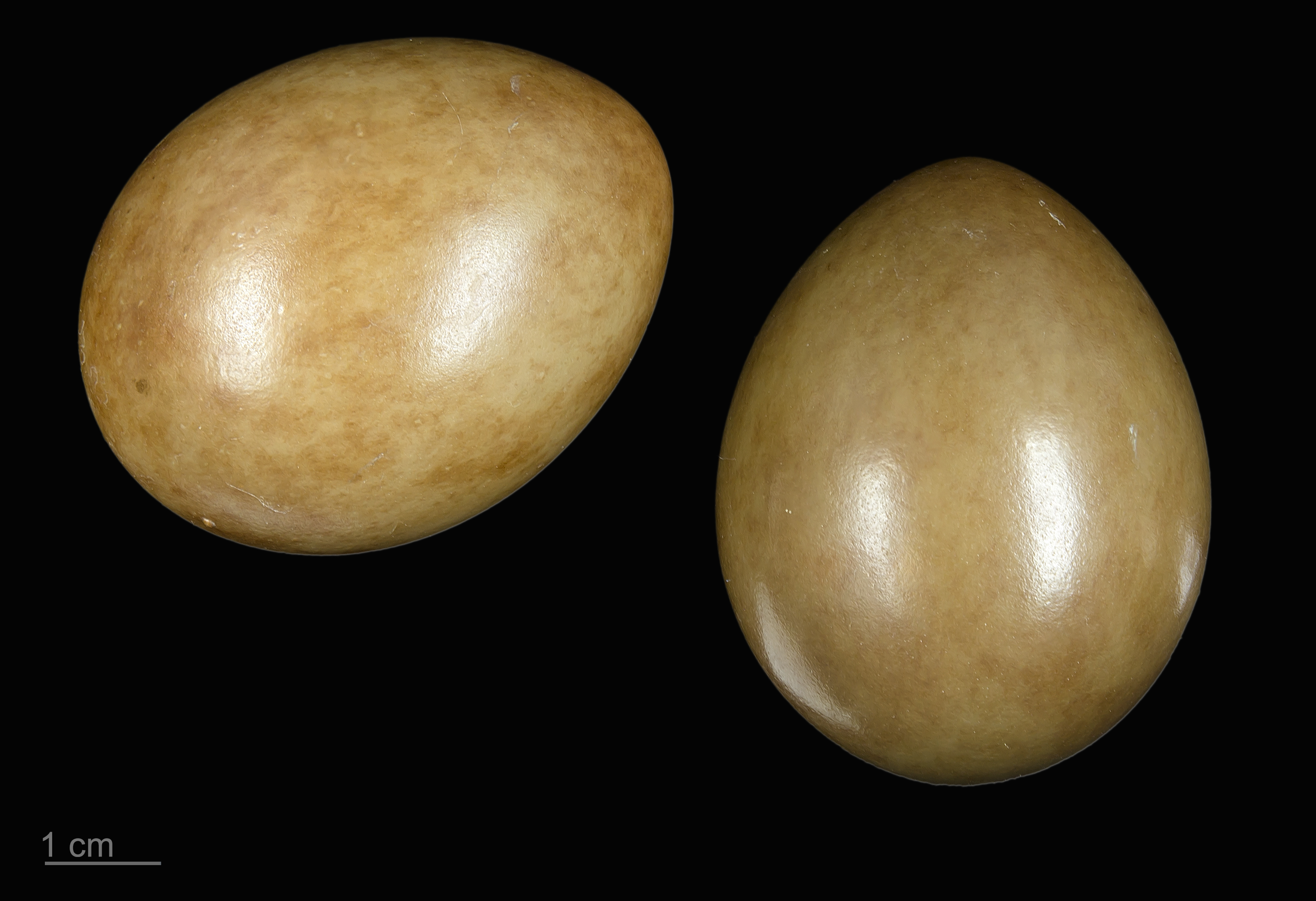
Œufs d'Outarde canepetière conservés au MHNT.

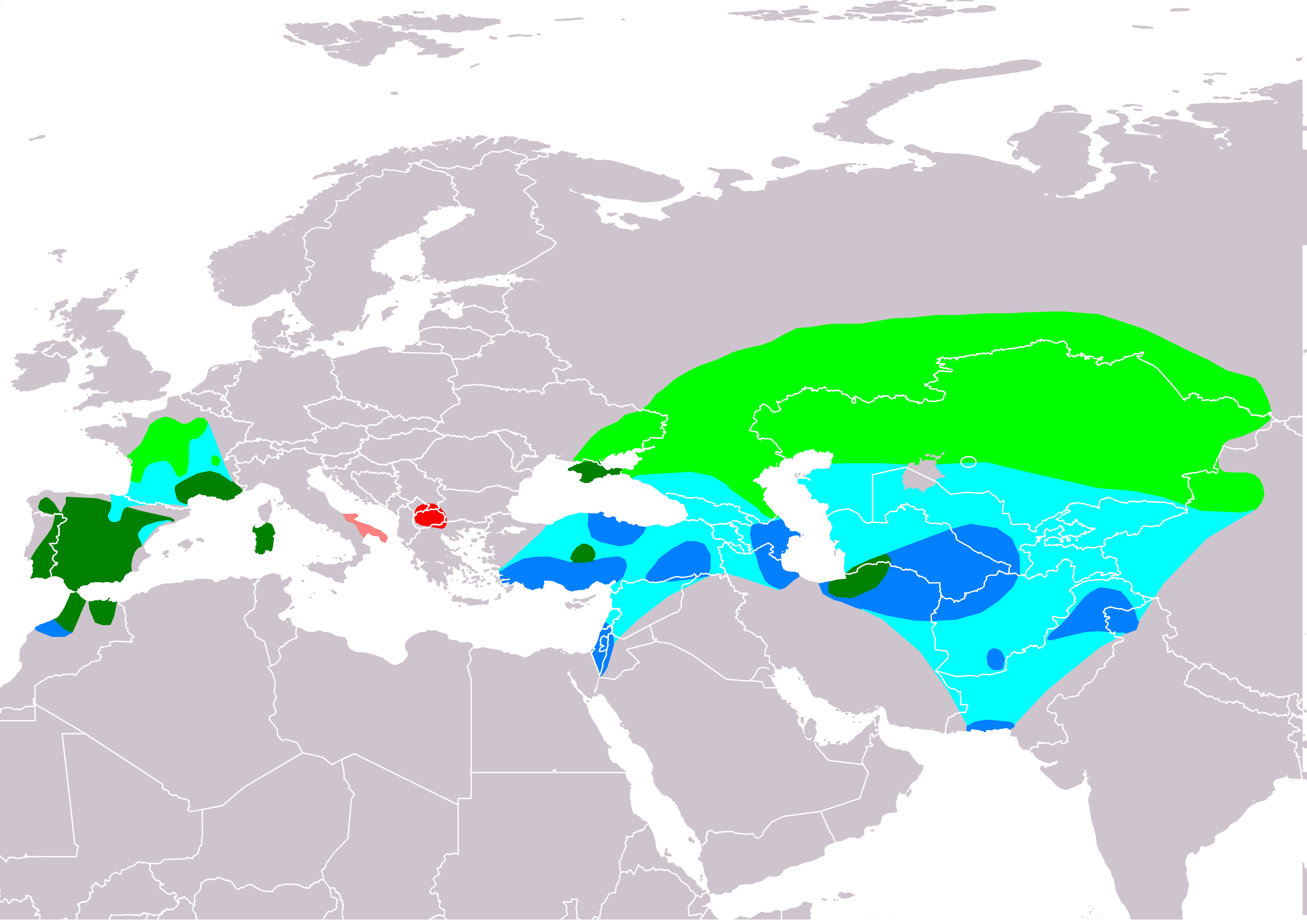
Zone de répartition de l'Outarde canepetière.

## Caractéristiques
C’est un oiseau principalement marcheur, robuste sur patte, soulignant ses origines d’oiseau steppique avec une silhouette évoquant celle d’une poule faisane.
Il mesure 40 à 45 cm de longueur pour une envergure de 80 à 90 cm et une masse de 700 à 1 000 g.
Si, au sol, l’outarde canepetière peut facilement passer inaperçue, elle est facilement reconnaissable en vol par son « allure de canard » et les larges plages blanches de ses ailes. Le mâle en vol se différencie aux sifflements caractéristiques émis par la septième rémige primaire (grande plume de l'aile).

## Nourriture
Cette espèce se nourrit de feuilles et de jeunes pousses, principalement de légumineuses et de brassicacées. Elle fait aussi une forte consommation d'insectes lors de la saison de reproduction.
Les poussins consomment uniquement des arthropodes (Coléoptères et Orthoptères, Diptères, chenilles, etc.) jusqu’à l’âge de trois semaines, avant de diversifier leur alimentation par des végétaux. Le régime alimentaire de l’adulte évolue en fonction de son cycle biologique en étant successivement insectivore puis herbivore.
Elle habite les terrains ouverts qui lui offrent une vue étendue sur les environs. Hormis les steppes à graminées hautes, elle fréquente les pâtures à moutons ou les champs de luzerne, de trèfle, de colza et de céréales. Elle montre une grande intolérance au dérangement et reste à distance des bâtiments. Si elle n'est dérangée que de manière irrégulière, elle peut s’installer sur des aérodromes et terrains d’entraînement militaire.

## Reproduction
La reproduction fonctionne sous forme de lek. Au printemps, le mâle en plumage nuptial hérisse les plumes du cou et lance à intervalle régulier un « prêt » sec. Un saut avec les ailes ouvertes produisant un sifflement caractéristique en même temps que le chant est émis est fréquent. Les femelles sont très discrètes durant cette période. Les femelles s'occupent seules de l'élevage des jeunes poussins.

## Nidification
Le nid est creux au sol, dissimulé dans la végétation. Une ponte annuelle d'avril à juin donne de 3 à 5 œufs (couleur vert olive, parfois tachetés). Après une incubation de 21 jours, tous les œufs éclosent en même temps. Les poussins, nidifuges , sont capables de voleter sur de courtes distances dès l’âge de 20 jours et deviennent autonomes vers 50 jours.

## Voix
Au printemps, le mâle lance à intervalle régulier un « pet » sec. En vol, les ailes produisent un sifflement.

## Répartition géographique
Historiquement, l’aire de distribution de l’Outarde canepetière s’étendait du Nord-Ouest de l’Afrique et de la péninsule Ibérique jusqu’à la Sibérie et le pied de l’Altaï. La péninsule Ibérique, les steppes de Russie et du Kazakhstan représentent les principales zones de reproduction pour l’espèce, et les steppes de l’Azerbaïdjan la zone d’hivernage la plus importante au monde. Au Maroc, l'espèce menacée se rencontre entre Assilah et Tanger et sur le plateau d’Adarouch. Éteinte en Algérie depuis une trentaine d'années, l'espèce est réapparue en 2023-2024 au moins dans le marais de la Macta et autour du lac de Télamine.
La France, avec une population estimée entre 2 400 et 2 500 mâles chanteurs, accueille la troisième plus grosse population d’Europe de l’Ouest. La population française est divisée en deux populations distinctes : l'une sédentaire, localisée en Méditerranée, principalement dans les Bouches-du-Rhône, le Gard et l'Hérault ; l'autre continentale migratrice localisée dans le Centre-Ouest de la France, principalement dans la Nouvelle-Aquitaine, en Centre Val-de-Loire et dans les Pays de la Loire.
La population du Centre-Ouest de la France (environ 300 mâles chanteurs désormais) est la dernière population migratrice européenne d’Outarde canepetière.

## Systématique
On distingue deux sous-espèces : T. t. tetrax dans l'Ouest et T. t. orientalis de la Sardaigne  au Kazakhstan.

## Statut de conservation
Cette espèce a longtemps fait l'objet d'une chasse intensive, qui a contribué à en réduire la diversité génétique.
Mais ce sont surtout les modifications des pratiques culturales (remembrements, intensification des cultures et l'utilisation des pesticides et insecticides) qui ont concouru au déclin rapide de l'espèce : chute de 70 % des effectifs dans les trente dernières années, avec aggravation récente du phénomène (de 2000 à 2008, l'effectif d'outardes a chuté de 40 %, sur les sites suivis considérés comme accueillant 60 % de la population migratrice de toutes les plaines céréalières françaises, malgré l'instauration d'une zone de protection spéciale (ZPS) sous l'égide de l'Europe sur les huit sites les plus importants (142 655 ha) de l'ancienne région Poitou-Charentes.

### France
Cette espèce est menacée :
- Liste Rouge de UICN France, Statut EN (espèce en danger) [7],[8]

### Europe
Cette espèce est menacée :
- Liste Rouge de UICN Europe, Statut VU (espèce vulnérable) [9]

## Protection
L'Outarde canepetière bénéficie d'une protection totale sur le territoire français depuis l'arrêté ministériel du 17 avril 1981 relatif aux oiseaux protégés sur l'ensemble du territoire. Elle est inscrite à l'annexe I de la directive Oiseaux de l'Union européenne. Il est donc interdit de la détruire, la mutiler, la capturer ou l'enlever, de la perturber intentionnellement ou de la naturaliser, ainsi que de détruire ou enlever les œufs et les nids et de détruire, altérer ou dégrader leur milieu. Qu'elle soit vivante ou morte, il est aussi interdit de la transporter, de la colporter, de l'utiliser, de la détenir, de la vendre ou de l'acheter.
Cette espèce est inscrite depuis 2020 sur les annexes I et II de la Convention de Bonn sur la conservation des espèces migratrices et à l'annexe II de la Convention de Berne.
Les Otididae se trouvent en annexes I et II de la Convention de Washington relative au commerce international des espèces de la faune et de la flore sauvages menacées d'extinction. L'Outarde canepetière est inscrite à l'annexe II qui « liste les espèces qui, bien que n'étant pas nécessairement menacées actuellement d'extinction, pourraient le devenir si le commerce de leurs spécimens n'était pas étroitement contrôlé. »

## Plan de restauration
De nombreux travaux sont entrepris pour tenter de sauver l'espèce en France, en particulier dans les régions de l'Ouest et du Centre (population d'oiseaux migrateurs, passant l'hiver en Espagne), et dans le Midi, où l'on trouve la plus grosse population en Crau (entre Arles et Marseille).
En 2004, avec deux cent quatre mâles chanteurs d'Outarde, les ornithologues estimaient à 21 % le risque d'extinction avant 2030 des populations de l'Ouest de la France. Un projet Life finance un confortement de population à partir d'élevage conservatoire (oiseaux élevés en captivité). Dans le département de la Charente sur deux zones Natura 2000 (celles de Villefagnan sur 9 531 ha et de la plaine de Barbezières à Gourville sur 8 108 ha), une importante action de préservation de l'Outarde canepetière a été entreprise.
- Des conventions sont passées avec les agriculteurs pour modifier des dates de fauches et faucher de l'intérieur du champ vers l'extérieur pour permettre aux oiseaux de s'échapper.
- Depuis 2005, un programme Life Nature pour la sauvegarde de l'espèce est en cours sur les zones de protection spéciale de Charente mais aussi de Charente Maritime et de Vienne.
- En Deux-Sèvres, la zone de protection spéciale de Niort Sud-Est bénéficie d'un programme de recherche sur les oiseaux de plaine en général et sur les outardes en particulier depuis 1996.
- Le programme LIFE + initié par le Parc Naturel Régional des Alpilles (2013-2018) vise la préservation de treize espèces d'oiseaux, notamment l'outarde canepetière.

Le département du Gard accueille plus de six cents oiseaux. On y constate un fort dynamisme de la population, attribué à plusieurs facteurs essentiels :
1. la disponibilité en insectes, notamment les Éphippigères, de grosses sauterelles sans ailes, du fait de l'abandon de nombreuses parcelles agricoles, recréant donc des zones exemptes de pesticides,
2. la mise en place d'une réserve de chasse à l'Est de Nîmes : de 1998 à 2005, le nombre d'hivernants est passé de trois oiseaux à plus de trois-cents.

## Sensibilisation
Un film intitulé « Le chant des plaines » de Laurent Joffrion, montre comment le remembrement et l'intensification de l'agriculture ont dégradé les conditions de vie de certaines espèces dont celles des oiseaux de plaine (50 % des espèces d'oiseaux d’Europe) et tout particulièrement de la dernière population d'outarde canepetière en France (Poitou-Charentes) dont le nombre s'est effondré.
Le 8 décembre 2019, le journal Le Monde publie un article justifiant la défense des espèces parapluie en se basant sur l'exemple de l'Outarde canepetière.

## Symbole dans les luttes écologistes
L'outarde est devenue progressivement un symbole de la lutte contre les mégabassines. La protection de l'animal a en effet été invoqué à plusieurs reprises par des associations écologistes devant la justice, et a ainsi permis au mouvement d'éviter la construction de bassines. L'outarde est ainsi qualifiée d'« oiseau totem » lors des manifestations qui se sont déroulées à Sainte-Soline. Une grande structure en bois représentant l'animal était brandie par les manifestants durant les deux rassemblements organisés par le collectif d'associations "Bassines Non Merci", le 29 octobre 2022 et le 25 mars 2023.